# 東経52度線
東経52度線（とうけい52どせん）は、本初子午線面から東へ52度の角度を成す経線である。北極点から北極海、ヨーロッパ、アジア、インド洋、南極海、南極大陸を通過して南極点までを結ぶ。東経52度線は、西経128度線と共に大円を形成する。

## 通過する地域一覧
東経52度線は、北極点から南極点まで南に向かって以下の場所を通っている。
| 地理座標                                             | 国土・領土・領海 | 備考 |
| ---------------------------------------------------- | ---------------- | --- |
| 北緯90度0分 東経52度0分 / 北緯90.000度 東経52.000度  | 北極海           | |
| 北緯80度41分 東経52度0分 / 北緯80.683度 東経52.000度 | バレンツ海       | ゼムリャ・ゲオルグとグケラ島（英語版）（ ロシア・ゼムリャフランツァヨシファ）の間を通過                                                   |
| 北緯72度6分 東経52度0分 / 北緯72.100度 東経52.000度  | ロシア           | ユージヌィ島（ノヴァヤゼムリャ） |
| 北緯71度28分 東経52度0分 / 北緯71.467度 東経52.000度 | バレンツ海       | |
| 北緯68度32分 東経52度0分 / 北緯68.533度 東経52.000度 | ロシア           | |
| 北緯51度40分 東経52度0分 / 北緯51.667度 東経52.000度 | カザフスタン     | |
| 北緯46度49分 東経52度0分 / 北緯46.817度 東経52.000度 | カスピ海         | |
| 北緯45度24分 東経52度0分 / 北緯45.400度 東経52.000度 | カザフスタン     | マンキシラク半島（英語版） |
| 北緯42度51分 東経52度0分 / 北緯42.850度 東経52.000度 | カスピ海         | |
| 北緯36度35分 東経52度0分 / 北緯36.583度 東経52.000度 | イラン           | |
| 北緯27度50分 東経52度0分 / 北緯27.833度 東経52.000度 | ペルシャ湾       | |
| 北緯24度12分 東経52度0分 / 北緯24.200度 東経52.000度 | アラブ首長国連邦 | アブダビ首長国の島 |
| 北緯24度10分 東経52度0分 / 北緯24.167度 東経52.000度 | ペルシャ湾       | |
| 北緯23度59分 東経52度0分 / 北緯23.983度 東経52.000度 | アラブ首長国連邦 | アブダビ首長国 |
| 北緯23度37分 東経52度0分 / 北緯23.617度 東経52.000度 | サウジアラビア   | イエメンとの国境で、 オマーンの最西端地点を通過                                                                                           |
| 北緯19度0分 東経52度0分 / 北緯19.000度 東経52.000度  | イエメン         | |
| 北緯15度32分 東経52度0分 / 北緯15.533度 東経52.000度 | インド洋         | アブドゥルクーリー島（ イエメン）のすぐ西を通過 ポセッション島とレスト島（英語版）（ フランス領南方・南極地域・クローゼー諸島）の間を通過 |
| 南緯60度0分 東経52度0分 / 南緯60.000度 東経52.000度  | 南極海           | |
| 南緯66度0分 東経52度0分 / 南緯66.000度 東経52.000度  | 南極大陸         | オーストラリア南極領土（ オーストラリアが領有権主張）                                                                                     |